# بريجيت أهرينس
بريجيت أهرينس (بالألمانية: Brigitte Ahrens)‏ هي مغنية ألمانية، ولدت في 13 سبتمبر 1945 في كيمنتس في ألمانيا.

## وصلات خارجية
- الموقع الرسمي
- بريجيت أهرينس على موقع ميوزك برينز (الإنجليزية)
- بريجيت أهرينس على موقع ديسكوغز (الإنجليزية)